# Jacqueline Rabun
Jacqueline Rabun, född 8 november 1961, är en amerikansk juvelerare.

## Biografi
Rabun föddes i Bitburg, Tyskland. Hon är autodidakt.
År 1989 flyttade hon till London och lanserade sin första kollektion av smycken. Kollektionen köptes av Barneys New York. Hennes smycken visades upp på omslaget i Brittiska Vogue 1992.
Hon har formgivit ett flertal kollektioner åt Georg Jensen samt andra märken som Halston.